# Печевистий Олег Вікторович
Олег Вікторович Печевистий (19 серпня 1973, Подпорож'є, Росія — 26 травня 2023, Ес-Сухна, Сирія) — російський воєначальник, полковник ПДВ РФ, учасник багатьох військових конфліктів.

## Біографія
Закінчив Московське вище загальновійськове командне училище у 1994 році, Загальновійськову академію Збройних Сил Російської Федерації у 2006 році.
Пройшов шлях від командира групи до заступника командира 25-го окремого полку спеціального призначення. З 2020 року обіймав посаду начальника кафедри застосування підрозділів спеціального призначення Рязанського повітрянодесантного командного училища. Учасник Другої чеченської війни та російсько-грузинської війни.
З грудня 2022 року бере участь у військовій інтервенції в Сирію. Загинув у бою під час відбиття атаки повстанців (близько 150 осіб) на штаб тактичного напряму ЗС Росії в районі міста Ес-Сухна провінції Хомс у ніч з 25 на 26 травня 2023 року.
Похований в рідному місті.
За словами українського військового блогера Анатолія Штефана, ліквідація Печевистого це велика втрата для росіян в Сирії за період з 2016 року.

## Нагороди
- Орден Мужності;
- Медаль Суворова;
- Медаль ордена «За заслуги перед Вітчизною» 1 і 2 ступенів;
- Медаль «За відвагу»;
- Орден «За заслуги перед Вітчизною» 4 ступеня з мечами (посмертно);